# Morti nel 1614
| Questa pagina contiene informazioni ricavate automaticamente dalle voci biografiche con l'ausilio del template Bio e di un bot. L'aggiornamento è periodico e automatico e ricostruisce completamente la pagina. Se manca una persona in questa lista, sei pregato di non aggiungerla, ma accertati piuttosto che la sua voce biografica contenga il template Bio e che i dati anagrafici siano correttamente compilati. Se il template Bio manca, inseriscilo tu stesso o, in alternativa, metti l'avviso {{tmp\|Bio}} che ne segnala la mancanza. Se i dati riportati sono sbagliati, correggi direttamente la voce biografica; le modifiche saranno visibili in questa lista entro pochi giorni. Per chiarimenti vedi il progetto biografie. La lista contiene solo le 84 persone che sono citate nell'enciclopedia e per le quali è stato implementato correttamente il template Bio. Pagina aggiornata al 2 giu 2025. |

## Gennaio(6)
- 2 gennaio - Serafino Capponi, teologo italiano (n. 1536)
- 9 gennaio - Carlo Gonzaga, nobile italiano (n. 1551)
- 15 gennaio - Giordano Gonzaga, nobile (n. 1553)
- 21 gennaio - Morosina Morosini (n. 1545)
- 28 gennaio - Francesco Mantica, cardinale e giurista italiano (n. 1534)
- 29 gennaio - Honjō Shigenaga, militare giapponese (n. 1540)

## Febbraio(2)
- 3 febbraio - Paolo Cavalieri, religioso, teologo e compositore italiano
- 19 febbraio - Giovanni Battista Bertucci il Giovane, pittore italiano (n. 1539)

## Marzo(2)
- 4 marzo - Papirio Picedi, vescovo cattolico e diplomatico italiano (n. 1528)
- 22 marzo - Filippo Salviati, scienziato italiano (n. 1583)

## Aprile(5)
- 2 aprile - Enrico I di Montmorency, nobile e militare francese (n. 1534)
- 7 aprile - El Greco, pittore, scultore e architetto greco (n. 1541)
- 13 aprile - Giovanni De Vecchi, pittore italiano
- 27 aprile - Bartolomeo Carteri, compositore italiano
- 28 aprile - Pompeo Ugonio, religioso, bibliotecario e antiquario italiano (n. 1550)

## Maggio(3)
- 6 maggio - Lodovico Capponi juniore, banchiere italiano (n. 1534)
- 17 maggio - Francesco di Ferdinando de' Medici, nobile italiano (n. 1594)
- 18 maggio - Lorenzo Cresci, pittore italiano

## Giugno(6)
- 13 giugno - Sengoku Hidehisa, militare giapponese (n. 1552)
- 15 giugno - Henry Howard, I conte di Northampton, nobile britannico (n. 1540)
- 21 giugno - Bartolomeo Sculteto, giudice, matematico e astronomo tedesco (n. 1540)
- 23 giugno - Mark Welser, banchiere, politico e astronomo tedesco (n. 1558)
- 25 giugno - Alessandro Bevilacqua, compositore italiano (n. 1559)
- 27 giugno - Maeda Toshinaga, militare giapponese (n. 1562)

## Luglio(9)
- 1º luglio - Isaac Casaubon, filologo classico francese (n. 1559)
- 1º luglio - Massimiliano d'Austria, arcivescovo cattolico spagnolo (n. 1555)
- 11 luglio - Massimiliana Maria di Wittelsbach, nobile tedesca (n. 1552)
- 14 luglio - Sebastiano Zametti, banchiere italiano
- 14 luglio - Camillo de Lellis, religioso e presbitero italiano (n. 1550)
- 15 luglio - Pierre de Bourdeille, storico e biografo francese (n. 1540)
- 19 luglio - Akizuki Tanenaga, militare giapponese (n. 1567)
- 26 luglio - Henry Grey, I barone Grey di Groby, nobile inglese (n. 1547)
- 28 luglio - Felix Platter, medico, anatomista e botanico svizzero (n. 1536)

## Agosto(9)
- 3 agosto - Francesco di Borbone-Conti, condottiero francese (n. 1558)
- 9 agosto - Álvaro II del Congo, re (n. 1565)
- 11 agosto - Lavinia Fontana, pittrice italiana (n. 1552)
- 12 agosto - Giovanni Fontana, architetto e ingegnere svizzero (n. 1540)
- 21 agosto - Erzsébet Báthory, nobildonna ungherese (n. 1560)
- 21 agosto - Cesare d'Avalos, nobile, militare e politico italiano (n. 1536)
- 22 agosto - Filippo Luigi del Palatinato-Neuburg, conte (n. 1547)
- 22 agosto - Oda Nobukane, militare giapponese (n. 1548)
- 25 agosto - Yūki Harutomo, militare giapponese (n. 1533)

## Settembre(4)
- 2 settembre - Pietro Caetani, VI duca di Sermoneta, militare italiano (n. 1562)
- 21 settembre - Jerónimo Gracián, religioso spagnolo (n. 1545)
- 25 settembre - Prospero Gonzaga, nobile italiano (n. 1543)
- 27 settembre - Felice Anerio, compositore italiano (n. 1560)

## Ottobre(4)
- 2 ottobre - Carlo Sellitto, pittore italiano (n. 1581)
- 17 ottobre - Gümülcineli Damat Nasuh Pascià, politico ottomano
- 20 ottobre - Ciriaco Mattei, nobile e collezionista d'arte italiano (n. 1545)
- 26 ottobre - Sibilla di Anhalt, nobile tedesca (n. 1564)

## Novembre(5)
- 5 novembre - Fabrizio Gallo, vescovo cattolico italiano
- 11 novembre - Okudaira Iemasa, militare giapponese (n. 1577)
- 15 novembre - Caterina di Guimarães, principessa portoghese (n. 1540)
- 22 novembre - Thomas Butler, X conte di Ormond, nobile irlandese (n. 1531)
- 29 novembre - Mogami Yoshiaki, militare giapponese (n. 1546)

## Dicembre(3)
- 14 dicembre - Claude de La Châtre, nobile e militare francese (n. 1536)
- 20 dicembre - Filippo Caetani, VII duca di Sermoneta, nobile, commediografo e poeta italiano (n. 1565)
- 24 dicembre - Marina Mniszech

## Senza giorno specificato(26)
- Francisco Andrada de Paiva, scrittore portoghese (n. 1540)
- Cesare Arbasia, pittore italiano
- Tommaso Bona, pittore italiano (n. 1548)
- Paride Cattaneo della Torre, presbitero e scrittore italiano (n. 1531)
- Giovanni de Macque, compositore francese
- Alonso González de Nájera, militare spagnolo
- Alessandro Guagnini, storico e militare italiano (n. 1534)
- Valentin Haussmann, compositore tedesco (n. 1560)
- Kaihime, nobildonna giapponese (n. 1572)
- William Lee, inventore inglese (n. 1563)
- Cesare Nebbia, pittore italiano (n. 1536)
- Antonio Neri, artigiano italiano (n. 1576)
- Mavro Orbini, storico dalmata (n. 1563)
- Abdul Ghafur Muhiuddin Shah di Pahang, sovrano malese (n. 1567)
- Filippo Paladini, pittore italiano (n. 1544)
- Pedro Fernandes de Queirós, navigatore e esploratore portoghese (n. 1563)
- Giambattista Raimondi, filosofo, matematico e orientalista italiano (n. 1536)
- Sigismondo Scarsella, pittore e architetto italiano
- Sriranga II, sovrano indiano
- Giovanni Battista Tarilli, pittore e miniatore svizzero (n. 1549)
- Johann Thölde, alchimista, scrittore e editore tedesco (n. 1565)
- Venkata II, sovrano indiano
- Giovanni Villifranchi, drammaturgo e poeta italiano
- Pomponio de Magistris, vescovo cattolico italiano (n. 1566)
- Gilles Durant de la Bergerie, poeta francese (n. 1554)
- Girolamo della Volpaia, inventore italiano (n. 1530)